# 波采赫湖
波采赫湖（白俄羅斯語：Поцех）是白俄羅斯的湖泊，位於布拉斯拉夫東北10公里，由維捷布斯克州負責管轄，長2.55公里、寬0.95公里，面積1.35平方公里，流域面積28.6平方公里，湖岸線長度9.72公里，最大水深9.1米。